# Владимир (Юденич)
Епи́скоп Влади́мир (в миру Васи́лий Дми́триевич Юде́нич; 8 [20] августа 1886, село Сергиевское, Рославльский уезд, Смоленская губерния — 4 июня 1939, Вологда) — епископ Русской православной церкви, епископ Чебоксарский и Чувашский.

## Биография
Родился 8 августа 1886 года в селе Сергиевском Рославльского уезда Смоленской губернии в семье священника. В 4 года остался без отца на попечении матери, учился в сельской школе.
В 1900 году окончил Рославльское духовное училище. В 1906 года окончил Смоленскую духовную семинарию. Осенью того же года поступил на казённый счёт в Киевскую духовную академию, которую окончил в 1910 году со степенью кандидата богословия. В 1910 году окончил Киевскую духовную академию со степенью кандидата богословия.
12 ноября 1910 года становится преподавателем Подольской духовной семинарии. 28 сентября 1916 года назначен помощником смотрителя Екатеринбургского духовного училища. Одновременно преподавал в Екатеринбургском епархиальном женском училище.
В июле 1919 году отступил с Белой армией на восток. Проживал в Тобольске. В начале августа 1919 года призван в Колчаковскую армию. Служил писарем при штабе 7-й Тобольской дивизии. С декабря 1919 года служил писарем сводного эвакуационного госпиталя города Омска.
С мая 1920 года работал библиотекарем учебной части Первых сибирских кавалерийских курсов, расквартированных в Омске. В августе 1920 года курсы были передислоцированы в Бийск. Весной 1921 года становится преподаватель русского языка и литературы тех же курсов.
В июле 1922 года в Бийске епископом Иннокентием (Соколовым) был пострижен в монашество с именем Владимир. 18 июля им же был рукоположён во иеромонаха к Казанской церкви бийского архиерейского дома. В середине декабре им же возведён в сан архимандрита.
11 января 1923 года арестован в Бийске. Архимандрита Владимира продержали в подвале ОГПУ. Через два месяца этапирован в Бутырскую тюрьму. 16 мая 1923 года постановлением Особой комиссии по административным высылкам при НКВД РСФСР приговорен к 3 годам ссылки в Зырянский край. Этапирован в село Ижма (Коми).
В июле 1926 года освобожден. После освобождения из ссылки жил у матери и брата-священника в селе Волково-Егорье Ельнинского уезда Смоленской губернии. Здесь его нашли два делегата от Барнаульского епархиального съезда и сообщили, что съезд единогласно избрал архимандрита Владимира Барнаульским епископом.
20 марта 1927 года хиротонисан во епископа Барнаульского. Хиротонию возглавил, по-видимому, Заместитель Патриаршего Местоблюстителя архиепископ Серафим (Самойлович), который взял с епископа Владимира клятву признавать только Патриаршее управление и не подчиняться григорианскому Временному высшему церковному совету, дававшуюся новопоставленными епископами по распоряжению Патриаршего Местоблюстителя митрополита Петра (Полянского).
По другим данным архиепископ Серафим в хиротонии не участвовал, хиротонию возглавил архиепископ Иннокентий Бийский, информации о других участниках нет.
6 апреля 1927 года прибыл к новому месту службы. Кафедра располагалась в Покровской церкви Барнаула. После приезда возглавил Барнаульский епархиальный совет юрисдикции ВВЦС и выпустил воззвание, в котором признавал ВВЦС. Вскоре принес покаяние митрополиту Сергию (Страгородскому), за что Советом был запрещён в священнослужении. Благодаря епископу Владимиру многие уклонившиеся в григорианство приходы снова возвратились в общение с заместителем Патриаршего Местоблюстителя митрополитом Сергием.
5 августа 1927 года был арестован. 23 сентября 1927 года постановлением Особого совещания при Коллегии ОГПУ приговорен к 3 годам ссылки в Сибирь. Отбывал в Горно-Шорском районе Кузнецкого округа Сибирского края. 23 мая 1930 года постановлением Особого совещания при Коллегии ОГПУ лишен права проживания в центральных областях СССР и прикреплен к определённому месту жительства сроком на 3 года. Для проживания избрал город Суздаль. 12 ноября 1933 года постановлением Особого совещания при Коллегии ОГПУ освобожден, с разрешением свободного проживания по всей территории СССР.
28 ноября 1933 года назначен епископом Сергачским, викарием Горьковской епархии.
9 мая 1934 года направил рапорт Заместителю Патриаршего Местоблюстителя митрополиту Сергию (Страгородскому), в котором поздравил его с присвоением ему титула митрополита Московского и Коломенского с правом ношения двух панагий.
22 ноября 1934 года назначен епископом Чебоксарским и Чувашским.
21 декабря 1937 года арестован и заключён под стражей в Алатырской тюрьме.
8 июня 1938 года по обвинению в том, что «состоял в контрреволюционной церковной группе, проводил антисоветскую и антиколхозную агитацию» осуждён на 10 лет тюремного заключения, считая срок наказания с 21.12.1937 года, с лишением избирательных прав на 5 лет. Определением Спецколлегии Верховного Суда РСФСР от 10 августа 1938 года приговор оставлен в силе.
Скончался 4 июня 1939 года в тюрьме города Вологды.